# Contre-la-montre par équipes de l'Open de Suède Vårgårda 2018
La 11e édition du contre-la-montre par équipes de l'Open de Suède Vårgårda a eu lieu le 11 août 2018. Elle fait partie de l'UCI World Tour. Elle est remportée par la formation Boels Dolmans.

## Parcours
Le circuit est relativement plat et droit dans sa première partie. Il fait demi-tour à Herrljunga. Il emprunte ensuite le circuit de la course en ligne pour revenir à Vårgårda.

## Équipes
| Équipes féminines professionnelles (17)- Alé Cipollini - Astana Women's - Boels Dolmans - BTC City Ljubljana - Canyon-SRAM Racing - Cervélo Bigla - Cogeas - FDJ-Nouvelle Aquitaine-Futuroscope - Hitec Products-Birk Sport - Mitchelton-Scott - Movistar Team - Sunweb - Tibco-Silicon Valley Bank - Valcar PBM - Virtu - WaowDeals - Wiggle High5 |
| |

## Favorites
L'équipe Boels Dolmans est favorite à sa succession. Sunweb est certes championne du monde, mais Ellen van Dijk en est absente. Canyon-SRAM et Cervélo-Bigla ont occupé les places d'honneur les années précédentes et sont candidates à la victoire.

## Récit de la course
La météo est pluvieuse et venteuse. La formation Boels Dolmans s'impose devant la formation Sunweb.

## Classements

### Classement final
| \| Classement général \| Classement général \| Classement général \| Classement général \| Classement général \| Classement général \| \| Équipe \| Équipe \| Pays \| Temps \| Écart de temps \| Vitesse moy. \| \| ------------------ \| ---------------------------------- \| ------------------ \| ------------------ \| ------------------ \| ------------------ \| \| 1re \| Boels Dolmans \| Pays-Bas \| 53 min 08 s \| 0 s \| 47.992 km/h \| \| 2e \| Sunweb \| Pays-Bas \| 53 min 24 s \| + 16 s \| 47.753 km/h \| \| 3e \| Cervélo Bigla \| Danemark \| 53 min 55 s \| + 47 s \| 47.295 km/h \| \| 4e \| Canyon-SRAM Racing \| Allemagne \| 54 min 33 s \| + 1 min 25 s \| 46.746 km/h \| \| 5e \| Wiggle High5 \| Royaume-Uni \| 54 min 50 s \| + 1 min 42 s \| 46.505 km/h \| \| 6e \| WaowDeals \| Pays-Bas \| 55 min 02 s \| + 1 min 54 s \| 46.336 km/h \| \| 7e \| Mitchelton-Scott \| Australie \| 55 min 37 s \| + 2 min 29 s \| 45.850 km/h \| \| 8e \| Virtu \| Danemark \| 56 min 03 s \| + 2 min 55 s \| 45.495 km/h \| \| 9e \| Movistar Team \| Espagne \| 56 min 14 s \| + 3 min 06 s \| 45.347 km/h \| \| 10e \| BTC City Ljubljana \| Slovénie \| 56 min 22 s \| + 3 min 14 s \| 45.240 km/h \| \| 11e \| Tibco-Silicon Valley Bank \| États-Unis \| 56 min 30 s \| + 3 min 22 s \| 45.133 km/h \| \| 12e \| Cogeas \| Russie \| 57 min 19 s \| + 4 min 11 s \| 44.490 km/h \| \| 13e \| Alé Cipollini \| Italie \| 57 min 20 s \| + 4 min 12 s \| 44.477 km/h \| \| 14e \| Valcar PBM \| Italie \| 57 min 27 s \| + 4 min 19 s \| 44.386 km/h \| \| 15e \| FDJ-Nouvelle Aquitaine-Futuroscope \| France \| 57 min 40 s \| + 4 min 32 s \| 44.220 km/h \| \| 16e \| Hitec Products-Birk Sport \| Norvège \| 57 min 48 s \| + 4 min 40 s \| 44.118 km/h \| \| 17e \| Astana Women's \| Kazakhstan \| 59 min 18 s \| + 6 min 10 s \| 43.002 km/h \| |                                    |             |             |                |              |
| |                                    |             |             |                |              |
| Source : ProCyclingStats |                                    |             |             |                |              |
| Classement général |                                    |             |             |                |              |
| Équipe | Équipe                             | Pays        | Temps       | Écart de temps | Vitesse moy. |
| 1re | Boels Dolmans                      | Pays-Bas    | 53 min 08 s | 0 s            | 47.992 km/h  |
| 2e | Sunweb                             | Pays-Bas    | 53 min 24 s | + 16 s         | 47.753 km/h  |
| 3e | Cervélo Bigla                      | Danemark    | 53 min 55 s | + 47 s         | 47.295 km/h  |
| 4e | Canyon-SRAM Racing                 | Allemagne   | 54 min 33 s | + 1 min 25 s   | 46.746 km/h  |
| 5e | Wiggle High5                       | Royaume-Uni | 54 min 50 s | + 1 min 42 s   | 46.505 km/h  |
| 6e | WaowDeals                          | Pays-Bas    | 55 min 02 s | + 1 min 54 s   | 46.336 km/h  |
| 7e | Mitchelton-Scott                   | Australie   | 55 min 37 s | + 2 min 29 s   | 45.850 km/h  |
| 8e | Virtu                              | Danemark    | 56 min 03 s | + 2 min 55 s   | 45.495 km/h  |
| 9e | Movistar Team                      | Espagne     | 56 min 14 s | + 3 min 06 s   | 45.347 km/h  |
| 10e | BTC City Ljubljana                 | Slovénie    | 56 min 22 s | + 3 min 14 s   | 45.240 km/h  |
| 11e | Tibco-Silicon Valley Bank          | États-Unis  | 56 min 30 s | + 3 min 22 s   | 45.133 km/h  |
| 12e | Cogeas                             | Russie      | 57 min 19 s | + 4 min 11 s   | 44.490 km/h  |
| 13e | Alé Cipollini                      | Italie      | 57 min 20 s | + 4 min 12 s   | 44.477 km/h  |
| 14e | Valcar PBM                         | Italie      | 57 min 27 s | + 4 min 19 s   | 44.386 km/h  |
| 15e | FDJ-Nouvelle Aquitaine-Futuroscope | France      | 57 min 40 s | + 4 min 32 s   | 44.220 km/h  |
| 16e | Hitec Products-Birk Sport          | Norvège     | 57 min 48 s | + 4 min 40 s   | 44.118 km/h  |
| 17e | Astana Women's                     | Kazakhstan  | 59 min 18 s | + 6 min 10 s   | 43.002 km/h  |

## Liste des participantes
| Légende | Légende                                                                    | Légende | Légende                                                    |
| ------- | -------------------------------------------------------------------------- | ------- | ---------------------------------------------------------- |
| Num     | Dossard de départ porté par le coureur sur cet Open de Suède Vårgårda      | Pos     | Position à l'arrivée de la course                          |
|         | Indique un maillot de champion national ou mondial, suivi de sa spécialité | NP      | Indique un coureur qui n'a pas pris le départ de la course |
| AB      | Indique un coureur qui n'a pas terminé la course                           | HD      | Indique un coureur qui a terminé la course hors des délais |

| Boels Dolmans DLT | Boels Dolmans DLT             | Boels Dolmans DLT |
| ----------------- | ----------------------------- | ----------------- |
| Num               | Coureur                       | Pos               |
| 11                | Anna van der Breggen (NED)    | 1re               |
| 12                | Chantal Blaak (NED)           | 1re               |
| 13                | Amy Pieters (NED)             | 1re               |
| 14                | Amalie Dideriksen (DEN)       | 1re               |
| 15                | Karol-Ann Canuel (DEN)        | 1re               |
| 16                | Christine Majerus (LUX) (clm) | 1re               |

| Mitchelton-Scott MTS | Mitchelton-Scott MTS  | Mitchelton-Scott MTS |
| -------------------- | --------------------- | -------------------- |
| Num                  | Coureur               | Pos                  |
| 21                   | Sarah Roy (AUS)       | 7e                   |
| 22                   | Alexandra Manly (AUS) | 7e                   |
| 23                   | Jessica Allen (AUS)   | 7e                   |
| 24                   | Gracie Elvin (AUS)    | 7e                   |
| 25                   | Lucy Kennedy (AUS)    | 7e                   |

| Canyon-SRAM Racing CSR | Canyon-SRAM Racing CSR | Canyon-SRAM Racing CSR |
| ---------------------- | ---------------------- | ---------------------- |
| Num                    | Coureur                | Pos                    |
| 31                     | Tanja Erath (GER)      | 4e                     |
| 32                     | Elena Cecchini (ITA)   | 4e                     |
| 33                     | Lisa Klein (GER)       | 4e                     |
| 34                     | Trixi Worrack (GER)    | 4e                     |
| 35                     | Alice Barnes (GBR)     | 4e                     |
| 36                     | Tiffany Cromwell (AUS) | 4e                     |

| Sunweb SUN | Sunweb SUN               | Sunweb SUN |
| ---------- | ------------------------ | ---------- |
| Num        | Coureur                  | Pos        |
| 41         | Lucinda Brand (NED)      | 2e         |
| 42         | Leah Kirchmann (CAN)     | 2e         |
| 43         | Juliette Labous (FRA)    | 2e         |
| 44         | Floortje Mackaij (NED)   | 2e         |
| 45         | Pernille Mathiesen (DEN) | 2e         |
| 46         | Coryn Rivera (USA)       | 2e         |

| Cervélo Bigla CBT | Cervélo Bigla CBT            | Cervélo Bigla CBT |
| ----------------- | ---------------------------- | ----------------- |
| Num               | Coureur                      | Pos               |
| 51                | Lötta Lepistö (FIN) (clm)    | 3e                |
| 52                | Ashleigh Moolman (RSA)       | 3e                |
| 53                | Cecilie Uttrup Ludwig (DEN)  | 3e                |
| 54                | Clara Koppenburg (GER)       | 3e                |
| 55                | Ann-Sophie Duyck (BEL) (clm) | 3e                |
| 56                | Emma Cecilie Norsgaard (DEN) | 3e                |

| WaowDeals WAD | WaowDeals WAD              | WaowDeals WAD |
| ------------- | -------------------------- | ------------- |
| Num           | Coureur                    | Pos           |
| 61            | Jeanne Korevaar (NED)      | 6e            |
| 62            | Anouska Koster (NED)       | 6e            |
| 63            | Riejanne Markus (NED)      | 6e            |
| 64            | Marianne Vos (NED)         | 6e            |
| 65            | Danielle Rowe (GBR)        | 6e            |
| 66            | Pauliena Rooijakkers (NED) | 6e            |

| Alé Cipollini ALE | Alé Cipollini ALE          | Alé Cipollini ALE |
| ----------------- | -------------------------- | ----------------- |
| Num               | Coureur                    | Pos               |
| 71                | Chloe Hosking (AUS)        | 13e               |
| 72                | Daiva Tušlaitė (LTU) (clm) | 13e               |
| 73                | Anna Trevisi (ITA)         | 13e               |
| 74                | Roxane Knetemann (NED)     | 13e               |
| 75                | Soraya Paladin (ITA)       | 13e               |
| 76                | Karlijn Swinkels (NED)     | 13e               |

| Wiggle High5 WHT | Wiggle High5 WHT           | Wiggle High5 WHT |
| ---------------- | -------------------------- | ---------------- |
| Num              | Coureur                    | Pos              |
| 81               | Lisa Brennauer (GER) (clm) | 5e               |
| 82               | Emilia Fahlin (SWE)        | 5e               |
| 83               | Kirsten Wild (NED)         | 5e               |
| 84               | Audrey Cordon (FRA) (clm)  | 5e               |
| 85               | Katie Archibald (GBR)      | 5e               |
| 86               | Annette Edmondson (AUS)    | 5e               |

| Valcar-PBM VAL | Valcar-PBM VAL                  | Valcar-PBM VAL |
| -------------- | ------------------------------- | -------------- |
| Num            | Coureur                         | Pos            |
| 91             | Maria Giulia Confalonieri (ITA) | 14e            |
| 92             | Elisa Balsamo (ITA)             | 14e            |
| 93             | Chiara Consonni (ITA)           | 14e            |
| 94             | Silvia Persico (ITA)            | 14e            |
| 95             | Ilaria Sanguineti (ITA)         | 14e            |
| 96             | Marta Cavalli (ITA)             | 14e            |

| Astana Women's Team ASA | Astana Women's Team ASA   | Astana Women's Team ASA |
| ----------------------- | ------------------------- | ----------------------- |
| Num                     | Coureur                   | Pos                     |
| 101                     | Martina Alzini (ITA)      | 17e                     |
| 102                     | Sofia Bertizzolo (ITA)    | 17e                     |
| 103                     | Letizia Paternoster (ITA) | 17e                     |
| 104                     | Elena Pirrone (ITA)       | 17e                     |
| 105                     | Lara Vieceli (ITA)        | 17e                     |

| FDJ Nouvelle Aquitaine Futuroscope FDJ | FDJ Nouvelle Aquitaine Futuroscope FDJ | FDJ Nouvelle Aquitaine Futuroscope FDJ |
| -------------------------------------- | -------------------------------------- | -------------------------------------- |
| Num                                    | Coureur                                | Pos                                    |
| 111                                    | Shara Gillow (AUS)                     | 15e                                    |
| 112                                    | Lauren Kitchen (AUS)                   | 15e                                    |
| 113                                    | Greta Richioud (FRA)                   | 15e                                    |
| 114                                    | Rozanne Slik (NED)                     | 15e                                    |
| 115                                    | Moniek Tenniglo (NED)                  | 15e                                    |
| 116                                    | Maëlle Grossetête (FRA)                | 15e                                    |

| BTC City Ljubljana BTC | BTC City Ljubljana BTC    | BTC City Ljubljana BTC |
| ---------------------- | ------------------------- | ---------------------- |
| Num                    | Coureur                   | Pos                    |
| 121                    | Polona Batagelj (SLO)     | 10e                    |
| 122                    | Eugenia Bujak (SLO) (clm) | 10e                    |
| 123                    | Anastasia Iakovenko (RUS) | 10e                    |
| 124                    | Maaike Boogaard (NED)     | 10e                    |
| 125                    | Corinna Lechner (GER)     | 10e                    |

| Movistar MOV | Movistar MOV                    | Movistar MOV |
| ------------ | ------------------------------- | ------------ |
| Num          | Coureur                         | Pos          |
| 131          | Aude Biannic (FRA)              | 9e           |
| 132          | Margarita Garcia (ESP) (clm)    | 9e           |
| 133          | Alicia Gonzalez (ESP)           | 9e           |
| 134          | Malgorzata Jasinska (POL) (clm) | 9e           |
| 135          | Rachel Neylan (AUS)             | 9e           |
| 136          | Lourdes Oyarbide (ESP)          | 9e           |

| Team TIBCO-SVB TIB | Team TIBCO-SVB TIB           | Team TIBCO-SVB TIB |
| ------------------ | ---------------------------- | ------------------ |
| Num                | Coureur                      | Pos                |
| 141                | Ingrid Drexel (MEX) (clm)    | 11e                |
| 142                | Nicolle Bruderer (GUA) (clm) | 11e                |
| 143                | Brodie Chapman (AUS)         | 11e                |
| 144                | Alison Jackson (CAN)         | 11e                |
| 145                | Shannon Malseed (AUS)        | 11e                |
| 146                | Emily Newsom (USA)           | 11e                |

| Hitec Products HPU | Hitec Products HPU     | Hitec Products HPU |
| ------------------ | ---------------------- | ------------------ |
| Num                | Coureur                | Pos                |
| 151                | Susanne Andersen (NOR) | 16e                |
| 152                | Julie Solvang (NOR)    | 16e                |
| 153                | Nina Kessler (NED)     | 16e                |
| 154                | Vita Heine (NOR)       | 16e                |
| 155                | Thea Thorsen (NOR)     | 16e                |

| Team Virtu Cycling BMS | Team Virtu Cycling BMS     | Team Virtu Cycling BMS |
| ---------------------- | -------------------------- | ---------------------- |
| Num                    | Coureur                    | Pos                    |
| 161                    | Barbara Guarischi (ITA)    | 8e                     |
| 162                    | Christina Siggaard (DEN)   | 8e                     |
| 163                    | Katarzyna Pawlowska (POL)  | 8e                     |
| 164                    | Mieke Kröger (GER)         | 8e                     |
| 165                    | Trine Schmidt (DEN)        | 8e                     |
| 166                    | Louise Norman Hansen (DEN) | 8e                     |

| Cogeas-Mettler CGS | Cogeas-Mettler CGS             | Cogeas-Mettler CGS |
| ------------------ | ------------------------------ | ------------------ |
| Num                | Coureur                        | Pos                |
| 171                | Olga Zabelinskaya (RUS) (clm)  | 12e                |
| 172                | Mariia Novolodskaia (RUS)      | 12e                |
| 173                | Karina Kasenova (RUS)          | 12e                |
| 174                | Gulnaz Badykova (RUS)          | 12e                |
| 175                | Yelyzaveta Oshurkova (RUS)     | 12e                |
| 176                | Antri Christoforou (CYP) (clm) | 12e                |

### Primes
La grille de prix est la suivante :
| Position | 1er     | 2e      | 3e    | 4e    | 5e    | 6e    | 7e | 8e | 9e | 10e |
| Prix     | 1 550 € | 1 130 € | 820 € | 615 € | 510 € | 510 € | €  | €  | €  | €   |